# Проскурин, Пётр Лукич
Пётр Луки́ч Проску́рин (22 января 1928, с. Косицы, Брянская губерния — 26 октября 2001, Москва) — русский советский писатель и поэт. Герой Социалистического Труда (1988). Лауреат Государственной премии СССР (1979). Член КПСС с 1971 года.

## Биография
Пётр Проскурин родился 22 января 1928 года в посёлке Косицы (ныне Севского района Брянской области) в крестьянской семье. В подростковом возрасте пережил оккупацию. До 1950 года работал в колхозе. После службы в Советской Армии (1950—1953; служба проходила в Подмосковье, здесь он написал свои первые стихи, которые были напечатаны в газете «Красный воин»), он отправился к родственникам в Грозный, затем поехал жить на Камчатку, где работал в лесозаготовках. Позже, уже в Хабаровске, в редакции журнала «Дальний Восток» показал свои рукописи, и они заинтересовали местного редактора. Вскоре вышел первый рассказ Проскурина «Цена хлеба». А в 1960 год вышла первая книга Петра Проскурина — «Глубокие раны», рассказывающая о партизанском движении на Брянщине. Небольшой сборник рассказов «Таежная песня» в 1960 году вышел в издательстве «Советская Россия». Второй роман Проскурина «Корни обнажаются в буре», повествующий о жизни дальневосточных лесорубов, напечатало издательство «Сибирские огни» в 1964 году.
Печатается с 1958 года. В 1957—1962 годах жил в Хабаровске, в 1962—1964 годах — в Москве, в 1964—1968 годах — в Орле, затем окончательно поселился в Москве. Окончил Высшие литературные курсы при Литературном институте имени А. М. Горького (1964). В 1964 году после окончания курсов Петр Проскурин отправляется в Орел, где и живёт до 1968 года. Это наиболее плодотворное время автора. Он работает сразу над несколькими романами.
В июле 1969 года подписал «письмо одиннадцати» в журнале «Огонёк» под заголовком «Против чего выступает „Новый мир“?»
В 1980-х годах был членом редакционной коллегии журнала «Роман-газета».
В конце 1970-х годов Проскурин задумал роман о древних славянах, на что его натолкнули сведения о находке в годы Гражданской войны неких «дощечек с непонятными письменами», якобы оказавшимися «древнеславянскими рунами». Речь явно шла о «Влесовой книге». Однако похоже, что этого романа он так и не написал. Между тем, интерес к славянскому язычеству не прошёл для него даром, продолжая затронутую тему автор выпустил в 1981 году повесть «Чёрные птицы», в центре которой находилось музыкальное наследие «великого язычника», композитора, сочинившего цикл славянских языческих молитв, вершиной которого была молитва Солнцу. Писатель давал понять, что древние славяне были солнцепоклонниками.
Во времена перестройки Петр Проскурин выступает с резкой критикой в адрес так называемой либеральной литературы. В 1990 году подписал «Письмо 74-х».
В 1999 году возглавлял блок «Духовное наследие» на Выборах в Государственную думу.
Скончался на 74-м году жизни 26 октября 2001 года в Москве. Похоронен в Брянске.
Некоторые семейные тайны писатель впервые приоткрыл лишь во второй книге своего автобиографического романа «Порог любви», которая появилась в печати уже после его смерти.

## Семья
Отец — Лука Захарович Проскурин в 1928 году выступил на своей родине, в посёлке Косицы, организатором колхоза имени Ильича, участвовал в раскулачивании односельчан. Поэтому он в какой-то момент предпочёл перебраться на юг, в Назрань. Там он стал работать главбухом мукомольного комбината. Но при первой же ревизии у него была обнаружена недостача, и Лука Проскурин был арестован. На малую родину он вернулся уже в конце 1930-х годов.
| «Года за два до начала войны и случилось несчастье, перекосившее всю жизнь не только его самого, но и его семьи, и всех связанных с ним людей. У него случилось заражение правой руки, чуть ли не гангрена, был отнят указательный палец, и рука стала сохнуть — таких в народе зовут сухорукими. Ему выдали белый билет, призыву в армию он не подлежал, и когда Севск заняли немцы, он тотчас очутился в концлагере. Отец был черноволос и черноглаз, и его приняли за цыгана. Его же начальник, заведующий Севским гортопом — Ковалёв, как партийный, тоже оказался в концлагере под Глуховом, на Украине (километров семьдесят от Севска). Он был вдов, жил со старушкой-матерью и двумя сыновьями. Отец вышел из концлагеря уже сломленный, согласился сотрудничать с немцами». — Пётр Проскурин, Чёрные птицы. «Роман-газета», 2005, № 22. |

Будучи старостой, Проскурин-старший проявлял рвение на службе у фашистов, а позже отступил с ними. Семью он бросил и их чуть не расстреляли. Спас случайно проезжавший глава района. Лука Захарович Проскурин умер в Сиднее во второй половине семидесятых.
Жена — Лилиана Рустамовна Проскурина (творческий псевдоним Анна Гвоздева; 1935—2011), советская и российская журналистка, мемуаристка. Дочь советского журналиста и писателя Рустама Агишева. Автор мемуаров «Вселенная летит со скоростью любви» (2011). Похоронена рядом с мужем на Центральном кладбище Брянска.
Дети:
- сын Алексей (1960—2018) — главный редактор «Экономической и философской газеты» (с 1997), член Союза журналистов России.
  - внучка — Анастасия Ермакова, журналист, историк
- дочь Екатерина (1963—2022[9]) — журналистка. У Екатерины Петровны — двое сыновей — внуки П.Л.Проскурина.

### Собрания сочинений
- Собрание сочинений: в 11 томах. — М.: Голос; Русский архив, 1993—1994 (вышли тома 1—3)
- Собрание сочинений: в 5 томах. — М.: Современник, 1981—1983.
- Избранные произведения в 2-х томах. — М.: Художественная литература, 1976. — 100 000 экз.

Повести и рассказы:
- «Цена хлеба», 1961;
- «Любовь человеческая», 1965,
- Тихий, тихий звон, 1967
- Снова дома, 1967
- Шестая ночь, 1970
- Далёкая звезда, 1970
- В дождь, СС, том 1, 1976
- День смятения, М., 1971
- «Улыбка ребёнка», 1972
- «Азъ воздам, Господи»
- «В старых ракитах», 1980 (опубликована в журнале «Москва», 1980, № 1, с. 21—57)
- «Полуденные сны», 1983
- «Чёрные птицы», «Роман-газета», 1983
- «Тайга», 1985
- «Ранние сумерки», М., Современник, 1985

Романы:
- «Глубокие раны», Хабаровск, 1960; 1964
- «Горькие травы», М., Советский писатель, 1964;
- «Исход», 1966;
- «Корни обнажаются в бурю», М., Советский писатель, 1962
- «Камень сердолик», М., Молодая гвардия, 1968
- «Черта», 1972
- «Судьба», 1972
- «Имя твоё», 1978
- «Словом не убий». Главы из автобиографической книги // «Наш современник», 1982, № 6
- «Порог любви». Повесть встреч и дорог, 1986
- «Отречение» // «Москва», 1987, № 9—12, 1990, № 7—9 (кн.2)
- «Седьмая стража», 1995
- «Число зверя»[10]

Роман «Судьба» (1972), раскрывающий в судьбах своих героев судьбы народные, динамику исторических событий эпохи строительства социализма и Великой Отечественной войны 1941—1945, стал одним из заметных произведений 1970-х годов. Экранизирован («Любовь земная» и «Судьба»). По итогам проката в 1975 году фильм «Любовь земная» занял 5-е место в списке наиболее кассовых фильмов.  
Романы Проскурина «Судьба» (1972) и «Имя твоё» (1977) представляют собой монументальное произведение необычайной широты охвата, изображающее несколько десятилетий советской истории (1 часть: 1932—1944, 2 часть: послевоенное время — начало семидесятых годов), здесь и деревенская жизнь, и полёты в космос, и персонажи из всех слоёв населения, и лично Сталин, и общественная критика, и пропаганда русского великодержавия. В своём творчестве Проскурин приспосабливает пережитое на личном опыте к некоей тогда не совсем обычной картине советской истории, он подчёркивает ответственность руководителей, роль партии. Он пишет широкими мазками, не проявляя особого интереса к форме произведения.
Изданный в 1987 году роман «Отречение» представляет собой продолжение романов «Судьба» и «Имя твоё», образуя с ними трилогию. Публикация произошла во времена Перестройки; от предыдущих частей это произведение отличается резкой критикой позднесоветской действительности.

## Награды и премии
- Герой Социалистического Труда (21.1.1988)
- орден Ленина (21.1.1988)
- орден Трудового Красного Знамени (23.1.1978)
- орден «Знак Почёта»
- медали
- Государственная премия СССР (1979) — за сценарии фильмов «Любовь земная» (1974) и «Судьба» (1977)
- Государственная премия РСФСР имени М. Горького (1974) — за роман «Судьба» (1972)
- Международная премия имени М. А. Шолохова в области литературы и искусства (1999)
- Почётный гражданин города Орёл (2000)
- Почётный гражданин Брянской области (23.10.1997)[12]